# Daphnisz

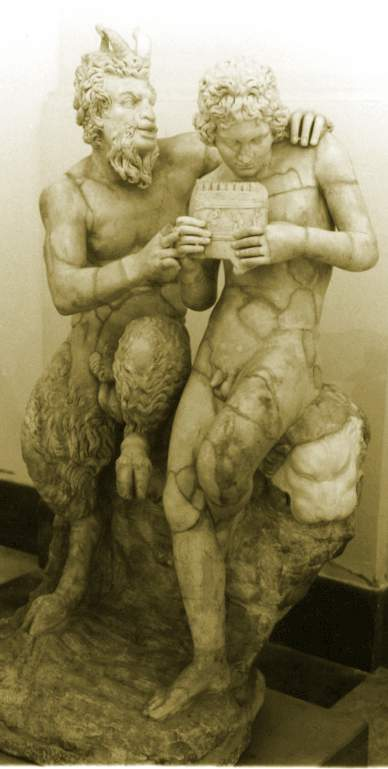
Pán furulyázni tanítja Daphniszt; Pompeiiban talált lelet (i. e. 100 körül)

Daphnisz (görögül: Δάφνις) a görög mitológiában a pásztori költészet mitikus feltalálója, szicíliai pásztor (más változat szerint: phrügiai dalnok), akit isteni leszármazottnak tartottak. Állítólag Hermész és egy nimfa fia volt; ez utóbbi egy szicíliai hegység völgyében kitette egy babérligetbe. Daphniszt nimfák nevelték fel, apaági fivére, Pán pedig megtanította furulyázni és pásztordalokat énekelni. Az egyik mítosz elmondja, hogy Daphnisz megszegte szerelmesének, egy nimfának tett hűségesküjét, mire a nimfa bosszúból megvakította (más források szerint: kővé változtatta). Egy másik mítosz szerint Daphniszt Aphrodité büntette meg, mert visszautasította az istennő által neki szánt asszony szerelmét. Daphnisz vágytól gyötörten bolyongott a szigeten, zenével és énekszóval próbált vigasztalódni, végül egy szirtről a tengerbe vetette magát.